# Margot Moles Piña
Margarita –Margot– Moles Piña (Terrassa, 12 d'octubre del 1910 - Madrid, 19 d'agost del 1987) va ser una multiesportista catalana pionera, que feia atletisme, hoquei, natació i esquí, i la primera a participar en uns Jocs Olímpics d'hivern. Com a professora esportiva, fou depurada després de la Guerra Civil.

## Entorn familiar
Va ser germana de Carlos i Lucinda Moles (tots dos esportistes com ella) i neboda d'Enric Moles i Ormella, farmacèutic, químic i físic espanyol, considerat el químic més rellevant de la ciència espanyola anterior a la Guerra Civil i de Joan Moles i Ormella, ministre de la Governació en esclatar la Guerra Civil. El seu pare va ser Pedro Moles Ormella, mestre llicenciat en Filosofia i Lletres.
A causa dels càrrecs del seu pare la seva educació es va desenvolupar a Madrid, en l'Instituto-Escuela, creat per la Institución Libre de Enseñanza. En aquest lloc es donava gran importància a l'educació física. cal destacar que posteriorment ambdues germanes, essent ja campiones d'atletisme, van exercir com a professores d'esport en l'Instituto-Escuela encara que després de la guerra civil se'ls va impedir continuar en l'exercici de la docència.

## Trajectòria esportiva
Es va iniciar en els esports d'hivern formant part de la Societat Peñalara (en l'actualitat Reial Societat Espanyola d'Alpinisme Peñalara).
Va ser campiona de llançament de disc en el Campionat d'Espanya d'atletisme de 1931 i en el de 1932 va tornar a ser-ho tant en disc com en pes.
Va batre en cinc ocasions el rècord d'Espanya de llançament de disc entre 1929 i 1934. El seu últim rècord d'Espanya (35,84 m), aconseguit el 20 d'abril de 1934 es va mantenir durant 30 anys fins que en va ser batut al setembre de 1964. Anteriorment havia realitzat una marca de 35,02 en els V Jocs Universitaris Internacionals de Torí de 1933 (precursors del que a partir de 1959 serien les Universíades) però no va ser homologada per diferències entre federacions espanyoles.
Malgrat que el llançament de martell no va ser reconegut per IAAF com a disciplina esportiva femenina fins a l'any 1995, algunes de les marques que van realitzar les llançadores espanyoles van quedar registrades i van ser reconegudes com a vàlides. Es dona el cas que Margot va llançar el martell a 22,85 metres el 19 de juny de 1932, marca que ha figurat com a rècord mundial al costat de les de les atletes espanyoles. La marca va romandre imbatuda a nivell mundial durant 43 anys, fins a 1975. A Espanya el va estar fins a 1988. En 1937 va participar en l'Olimpíada Popular d'Anvers ocupant el tercer lloc en llançament de disc.
Paral·lelament, Margot practicava altres esports com l'hoquei. Va ser fundadora i capitana de l'Athletic Club de Madrid, actual Atlético de Madrid, i va guanyar tres campionats d'Espanya consecutius entre 1934 i 1936.
Va aprendre a esquiar a la serra de Guadarrama i es va convertir en la millor esquiadora espanyola. Va ser campiona d'Espanya en 1936 i junt a Ernestina Maenza Fernández-Calvo van ser les primeres espanyoles a participar en els Jocs Olímpics d'Hivern. Ho van fer en els Jocs Olímpics de Garmisch-Partenkirchen 1936. Tenia 26 anys.
En 1930 va participar en la fundació de l'Associació Esportiva Canoë Club, posteriorment Canoe Natació Club i conegut en l'actualitat com a Real Canoe Natación Club. Hi apareixen com a vocals en la primera junta directiva Lucinda, la seva germana, i Manuel Pina, també destacat esportista, amb qui contrauria matrimoni, el qual, per tal com havia estat combatent republicà en la guerra civil, va ser afusellat el gener de 1942.